# Rhodophthitus myriostictus
Rhodophthitus myriostictus är en fjärilsart som beskrevs av Louis Beethoven Prout 1915. Rhodophthitus myriostictus ingår i släktet Rhodophthitus och familjen mätare. Inga underarter finns listade.